# Malpigia

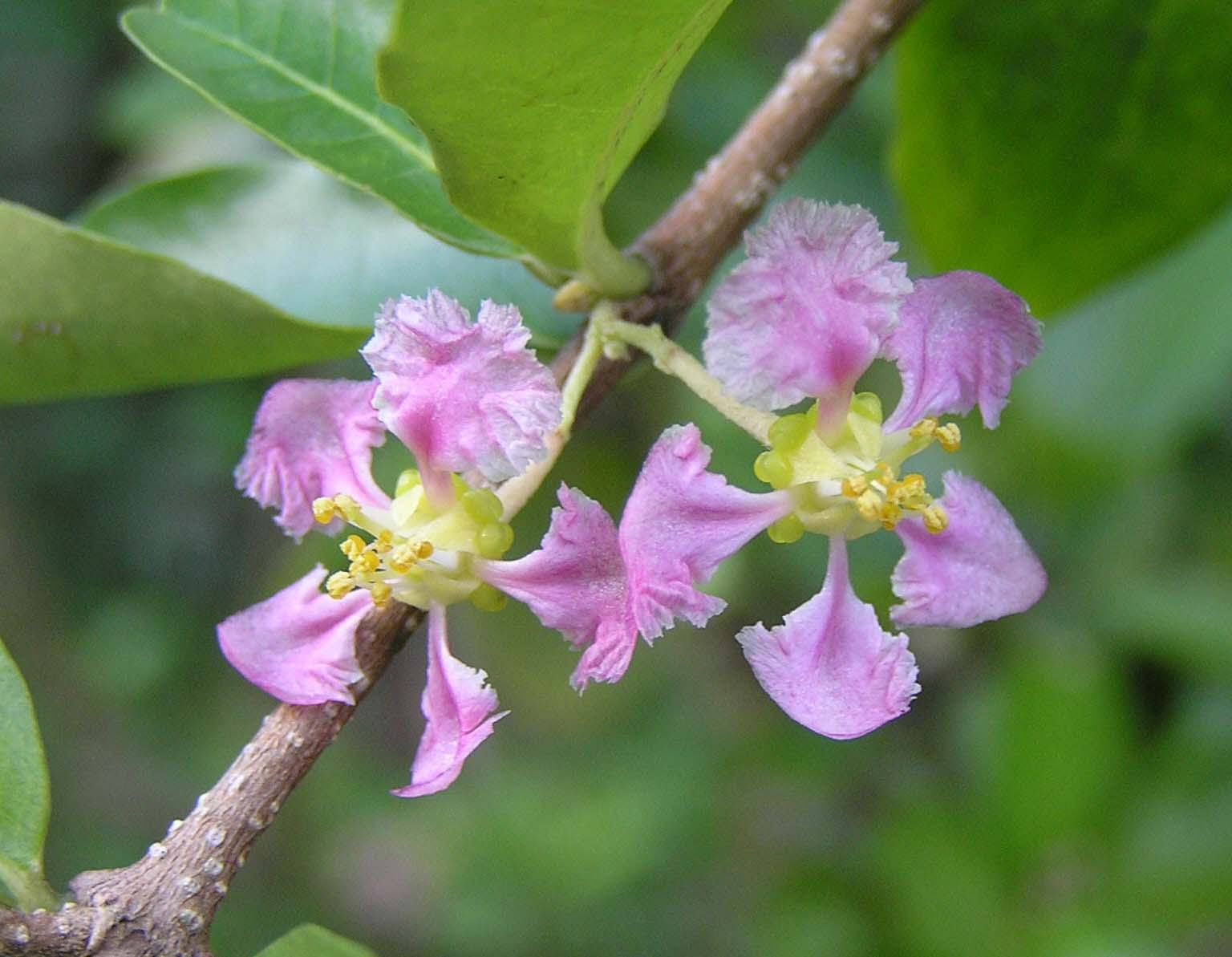
Malpighia glabra

Malpigia (Malpighia) – rodzaj roślin należący do rodziny malpigiowatych. Obejmuje co najmniej 108 gatunków. Rośliny te występują w południowej części Ameryki Północnej i północno-zachodniej Ameryki Południowej – na obszarze od Teksasu po Ekwador. Jako introdukowane obecne są w Azji południowo-wschodniej.

## Systematyka

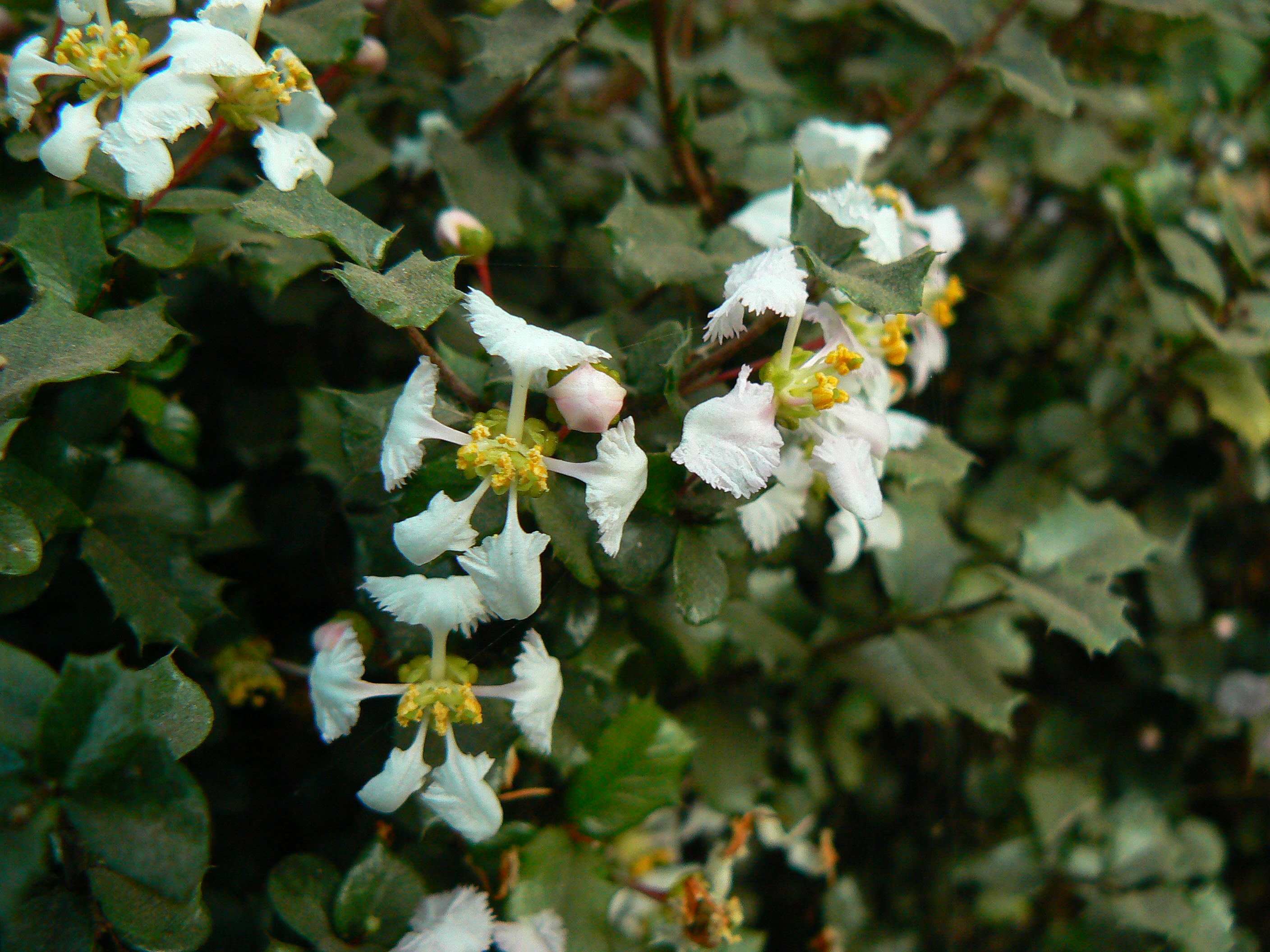
Malpighia coccigera

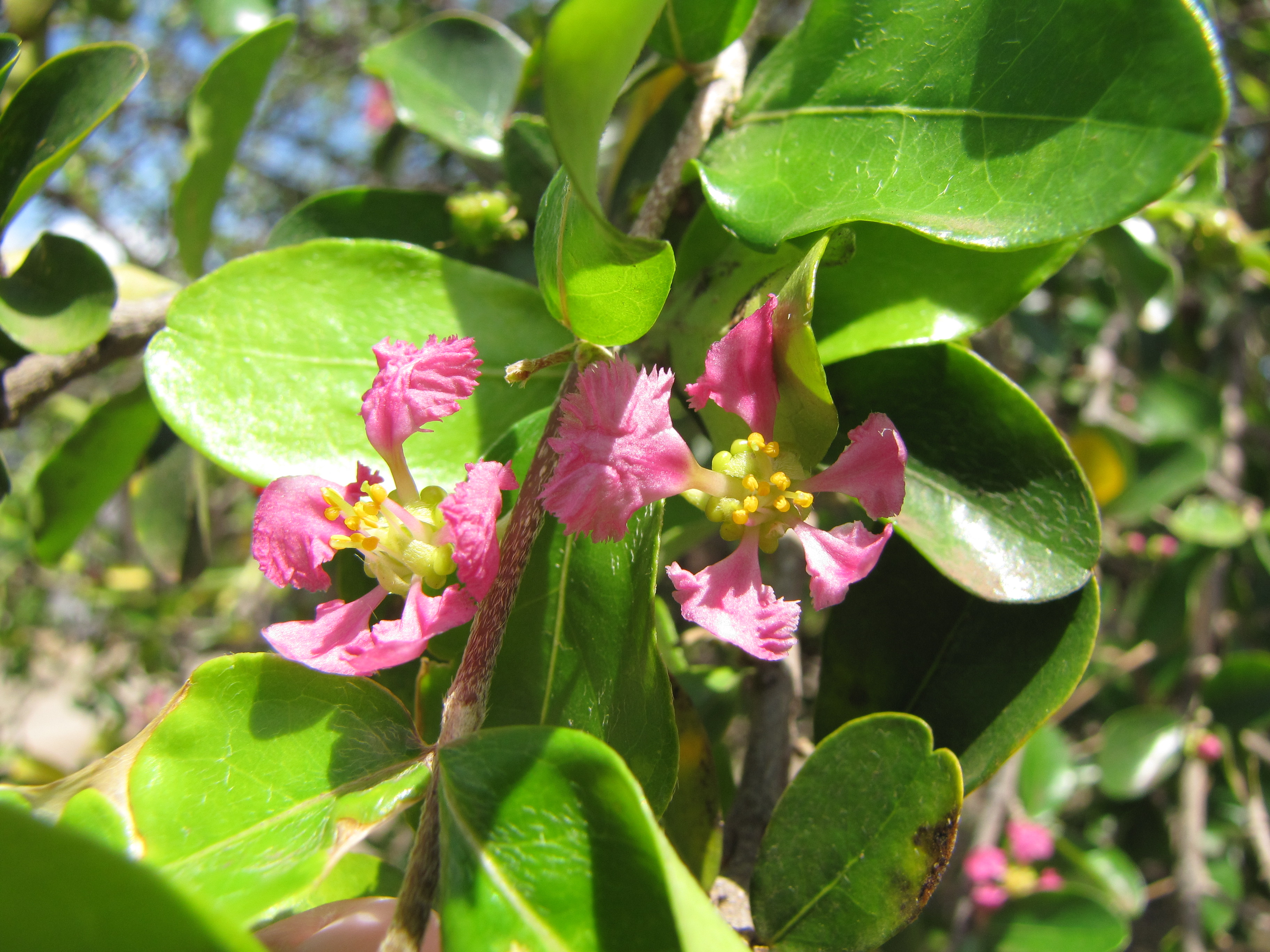
Malpighia emarginata

Pozycja systematyczna według Angiosperm Phylogeny Website (2001...)
Rodzaj należący do rodziny malpigiowatych (Malpighiaceae Juss), która jest grupą siostrzaną dla nadwodnikowatych (Elatinaceae). Obydwie wchodzą w skład obszernego rzędu malpigiowców (Malpighiales).
Pozycja w systemie Reveala (1993-1999)
Gromada okrytonasienne (Magnoliophyta Cronquist), podgromada Magnoliophytina Frohne & U. Jensen ex Reveal, klasa Rosopsida Batsch., podklasa różowe (Rosidae Takht.), nadrząd Geranianae Thorne ex Reveal, rząd Vochysales Dumort., podrząd Malpighiineae Engl., rodzina malpigiowate (Malpighiaceae Juss.), podrodzina Malpighioideae Burnett, plemię Malpighieae DC., podplemię Malpighiinae Nied. in Engl. & Prantl, rodzaj malpigia (Malpighia L.).
Wykaz gatunków
- Malpighia acunana Borhidi & O.Muñiz
- Malpighia acutifolia F.K.Mey.
- Malpighia adamsii Vivaldi
- Malpighia albiflora (Cuatrec.) Cuatrec.
- Malpighia apiculata Urb.
- Malpighia aquifolia L.
- Malpighia arborescens F.K.Mey.
- Malpighia articulata F.K.Mey.
- Malpighia aurea F.K.Mey.
- Malpighia bahamensis F.K.Mey.
- Malpighia baracoensis F.K.Mey.
- Malpighia bissei F.K.Mey.
- Malpighia cajalbanensis F.K.Mey.
- Malpighia caribaea F.K.Mey.
- Malpighia cauliflora Proctor & Vivaldi
- Malpighia cnide Spreng.
- Malpighia coccigera L.
- Malpighia cornistipulata F.K.Mey.
- Malpighia cristalensis (F.K.Mey.) F.K.Mey.
- Malpighia cubensis Kunth
- Malpighia cuneiformis F.K.Mey.
- Malpighia davilae W.R.Anderson
- Malpighia dentata F.K.Mey.
- Malpighia diversifolia Brandegee
- Malpighia dura F.K.Mey.
- Malpighia emarginata DC.
- Malpighia emiliae W.R.Anderson
- Malpighia epedunculata F.K.Mey.
- Malpighia erinacea F.K.Mey.
- Malpighia fucata Ker Gawl.
- Malpighia galeottiana A.Juss.
- Malpighia glabra L. – – malpigia granatolistna
- Malpighia granitica F.K.Mey.
- Malpighia habanensis F.K.Mey.
- Malpighia harrisii Small
- Malpighia higueyensis F.K.Mey.
- Malpighia hintonii Bullock
- Malpighia hispaniolica F.K.Mey.
- Malpighia hondurensis F.K.Mey.
- Malpighia horrida Small
- Malpighia humilis F.K.Mey.
- Malpighia incana Mill.
- Malpighia infestissima (L.C.Rich. ex A.Juss.) Nied.
- Malpighia jaguensis F.K.Mey.
- Malpighia latifolia F.K.Mey.
- Malpighia leticiana (W.R.Anderson) W.R.Anderson & C.Davis
- Malpighia linearifolia F.K.Mey.
- Malpighia linearis Jacq.
- Malpighia longifolia F.K.Mey.
- Malpighia lundellii C.V.Morton
- Malpighia macracantha Urb. & Nied.
- Malpighia macrocarpa F.K.Mey.
- Malpighia manacensis F.K.Mey.
- Malpighia martiana Acuña & Roíg
- Malpighia martinicensis Jacq.
- Malpighia maxima F.K.Mey.
- Malpighia megacantha (A.Juss.) Urb.
- Malpighia mexicana A.Juss.
- Malpighia meyeriana P.A.González
- Malpighia micropetala Urb.
- Malpighia moncionensis F.K.Mey.
- Malpighia montecristensis F.K.Mey.
- Malpighia mucronata F.K.Mey.
- Malpighia multiflora F.K.Mey.
- Malpighia mutabilis F.K.Mey.
- Malpighia nayaritensis (Vivaldi) F.K.Mey.
- Malpighia neglecta F.K.Mey.
- Malpighia novogaliciana W.R.Anderson
- Malpighia nummulariifolia Nied.
- Malpighia obtusifolia Proctor
- Malpighia ophiticola F.K.Mey.
- Malpighia ovata Rose
- Malpighia oxycocca Griseb.
- Malpighia pallidior F.K.Mey.
- Malpighia pasorealensis F.K.Mey.
- Malpighia polytricha A.Juss.
- Malpighia proctorii Vivaldi
- Malpighia pusillifolia (Ekman & Nied.) F.K.Mey.
- Malpighia racemiflora F.K.Mey.
- Malpighia racemosa F.K.Mey.
- Malpighia revoluta F.K.Mey.
- Malpighia reyensis F.K.Mey.
- Malpighia roigiana Borhidi & O.Muñiz
- Malpighia romeroana Cuatrec.
- Malpighia rzedowskii W.R.Anderson
- Malpighia serpentinicola F.K.Mey.
- Malpighia sessilifolia W.R.Anderson
- Malpighia setosa Spreng.
- Malpighia souzae Miranda
- Malpighia spathulifolia F.K.Mey.
- Malpighia squarrosa F.K.Mey.
- Malpighia stevensii W.R.Anderson
- Malpighia suberosa Small
- Malpighia subpilosa F.K.Mey.
- Malpighia tomentosa Pav. ex Moric.
- Malpighia torulosa F.K.Mey.
- Malpighia tunensis F.K.Mey.
- Malpighia urens L.
- Malpighia variifolia Turcz.
- Malpighia velutina Ekman & Urb.
- Malpighia verruculosa W.R.Anderson
- Malpighia vertientensis F.K.Mey.
- Malpighia watsonii Rose
- Malpighia wendtii W.R.Anderson
- Malpighia wilburiorum W.R.Anderson
- Malpighia woodburyana Vivaldi
- Malpighia wrightiana Acuña & Roíg
- Malpighia yucatanaea F.K.Mey.